# Джени, Ричард
Ричард Джени (англ. Richard Jeni), настоящее имя Ричард Джон Коланджело (англ. Richard John Colangelo; 14 апреля 1957, Бруклин, Нью-Йорк — 10 марта 2007[…], Лос-Анджелес, Калифорния) — американский актёр, стэндап комик.

## Биография

### Ранние годы
Ричард родился в итало-американской римско-католической семье в районе Бенсонхерст юго-западной части Бруклина. Он с отличием окончил Хантерский колледж, где получил степень бакалавра по сравнительной политологии.
После получения высшего образования Джени пытался найти работу по своей специальности, однако за 2 года поиска работы он ни на одной долго не задерживался и был уволен из всех 5 фирм, где ему удалось её получить. И в 1982 году он наконец решил начать свою карьеру в шоу-бизнесе.

### Карьера
Первое признание пришло к Джени благодаря «The Tonight Show» телеканала Showtime, в котором он начал сниматься в 1988 году. Его талант быстро заметили, и уже в 1992 году Ричард появился в комедийном шоу «The HBO Comedy Hour» канала HBO под названием «Ричард Джени: Человек-утконос» (Richard Jeni: Platypus Man). В 1995 году он снялся в телесериале канала UPN с похожим названием «Человек-утконос», но сериал не продержался долго в эфире, был снят всего 1 сезон, состоящий из 13 серий. Несмотря на это, зрители хорошо приняли начинающего актёра, он снялся ещё в нескольких проектах HBO и даже получил премию «CableACE Award» за участие в одном из проектов канала.
С 1994 года Джени начал появляться не только в телевизионных проектах и сериалах, но и в кино. Его 1-й ролью стала роль в фильме «Маска», где тот сыграл Чарли Шумейкера — друга главного героя фильма, Стэнли Ипкисса (Джим Керри). Джени также снялся в художественном фильме «Гори, Голливуд, гори», в документальном фильме «Аристократы» и в телесериале «Все ненавидят Криса».
Он также снимался в рекламе популярных в США мятных конфет «Certs», в рекламе сети ресторанов быстрого питания «Arby's» и выиграл приз «Clio Award» как автор и участник рекламной кампании Американской молочной ассоциации.
В 2004 году он занял 57-е место в списке «100 лучших стэндап-комиков всех времён» по версии канала Comedy Central.

### Смерть
В субботу 10 марта 2007 года Эми Мёрфи (англ. Amy Murphy), ведущая прогноза погоды и репортёр на телеканале KTTV в Лос-Анджелесе, а также подруга Джени, нашла того мёртвым в его доме в Западном Голливуде. Согласно показаниям Мёрфи, в тот день утром они с Джени сидели в спальне и обсуждали планы на день, потом, когда Эми спустилась на первый этаж на кухню, чтобы приготовить завтрак, она услышала звук выстрела, побежала наверх, обнаружила тело Ричарда и сразу же позвонила в службу 911. Ричард Джени выстрелил себе в голову из револьвера Colt Detective Special 38-го калибра.
Когда приехала полиция и медики, Джени был ещё жив, его доставили в медицинский центр Седарс-Синай в Лос-Анджелесе, где тот и скончался. Его семья позже с уверенностью заявляла, что его смерть была ничем иным, как самоубийством, и что Джени был поставлен диагноз «Большое депрессивное расстройство в сочетании с приступами психотической паранойи». Согласно отчёту проведённой патологоанатомической и следственной экспертизы, оглашённому в июне 2007 года, у Джени была шизофрения, он принимал антидепрессанты и лечился при помощи «терапии сна». В отчёте также приводится информация о том, что примерно за неделю до происшествия его девушка слышала, как он говорил сам себе: «Просто нажми на спусковой крючок» (Just squeeze the trigger).
Смерть Ричарда Джени широко освещалась различными СМИ. О смерти Ричарда также упоминалось и в выпуске ток-шоу «The Tonight Show» от 12 марта 2007 в сопровождении кадров его последнего выступления в этой программе, с которой он и начинал свою карьеру в шоу-бизнесе. О смерти актёра было упомянуто и в Шоу Ларри Кинга.

## Фильмография

### Работы в кино и телесериалах
| Год  |    | Русское название     | Оригинальное название                    | Роль           |
| ---- | -- | -------------------- | ---------------------------------------- | -------------- |
| 1988 | ф  | Птица                | Bird                                     | Моррел         |
| 1994 | ф  | Маска                | The Mask                                 | Чарли Шумейкер |
| 1995 | с  | Человек-утконос      | Platypus Man                             |                |
| 1997 | тф | Папа в отпуске       | Dad's Week Off                           | Берни          |
| 1998 | ф  | Гори, Голливуд, гори | An Alan Smithee Film Burn Hollywood Burn | Джерри Гловер  |
| 2006 | с  | Все ненавидят Криса  | Everybody Hates Chris                    | White Cop      |
| 2007 | ф  |                      | Chasing Robert                           | Букмекер Рич   |

### Работы на телевидении
На телеканале HBO
- 1992 — «Ричард Джени: Человек-утконос» / Richard Jeni: Platypus Man
- 1997 — Richard Jeni: A Good Catholic Boy
- 2005 — Richard Jeni: A Big Steaming Pile of Me

На телеканале Showtime
- 1990 — Richard Jeni: Boy from New York City
- 1992 — Richard Jeni: Crazy from The Heat